# پیکو دو ونتو
پیکو دو ونتو (به لاتین: Pico do Vento) یک کوه در دماغه سبز است که در island of São Vicente, Cape Verde واقع شده‌است. پیکو دو ونتو ۴۳۴ متر بالاتر از سطح دریا واقع شده‌است.